# Кузнецово (Зарічне сільське поселення)
Кузнецо́во (рос. Кузнецово) — присілок у складі Великоустюзького району Вологодської області, Росія. Входить до складу Зарічного сільського поселення.

## Населення
Населення — 38 осіб (2010; 54 у 2002).
Національний склад (станом на 2002 рік):
- росіяни — 98 %